# Pascal Bentoiu
Pascal Bentoiu (født 22. april 1927 i Bukarest, Rumænien - død 21. februar 2016 sm.st.) var en rumænsk komponist.
Bentoiu studerede komposition på Musikkonservatoriet i Bukarest, og tog samtidig privattimer hos Mihail Jora (1943-1948). Han komponerede otte symfonier, orkesterværker, operaer og sange. Han hører til de fremmeste komponister fra Rumænien i det 20. århundrede.

## Udvalgte værker
- Symfoni nr. 1 (1965) - for orkester
- Symfoni nr. 2 (1974) - for orkester
- Symfoni nr. 3 (1976) - for orkester
- Symfoni nr. 4 (1978) - for orkester
- Symfoni nr. 5 (1979) - for orkester
- Symfoni nr. 6 "Culori" (1985) - for orkester
- Symfoni nr. 7 "bind" (1986) - for orkester
- Symfoni nr. 8 "Imagini" (1987) - for orkester
- Amorul Doctor (1966) - opera
- Hamlet (1974) - opera